# Бузов'язівська сільська рада
Бузов'язівська сільська рада (рос. Бузовьязовский сельский совет) — муніципальне утворення у складі Кармаскалинського району Башкортостану, Росія. Адміністративний центр — село Бузов'язи.

## Населення
Населення — 1813 осіб (2019, 1979 в 2010, 2243 в 2002).

## Склад
До складу поселення входять такі населені пункти:
| Населений пункт       | Населення, осіб (2002) | Населення, осіб (2010) |
| --------------------- | ---------------------- | ---------------------- |
| Александровка, село   | 261                    | 174                    |
| Алмалик, присілок     | 250                    | 236                    |
| Бузов'язбаш, присілок | 108                    | 77                     |
| Бузов'язи, село       | 1624                   | 1492                   |